# Nguyệt Am Tông Quang
Nguyệt Am Tông Quang (zh. 月菴宗光, ja. gettan sōkō), 1326-1389, là một vị Thiền sư Nhật Bản thuộc tông Lâm Tế, dòng Nam Phố Thiệu Minh (ja. nampo jōmyō), hệ phái Diệu Tâm tự (ja. myōshin-ji).
Sư sống cùng thời với Thiền sư Bạt Đội Đắc Thắng (zh. 拔隊得勝, ja. bassui tokushō), sớm xuất gia và tham học với nhiều vị Thiền sư Nhật danh tiếng đương thời như Cổ Tiên Ấn Nguyên (zh. 古先印元, ja. kosen ingen), Mộng Song Sơ Thạch (zh. 夢窗疏石, ja. musō soseki) và Cô Phong Giác Minh (zh. 孤峰覺明, ja. kohō kakumō). Nơi Thiền sư Đại Trùng Tông Sầm (大蟲宗岑, ja. daichū sōshin), Sư triệt ngộ. Sau một thời gian dài chu du đây đó, Sư khai sáng thiền viện Đại Minh (ja. daimyō-ji) tại Tajima, tỉnh Hyōgo và bắt đầu cuộc đời giáo hoá vinh quang của mình.
Pháp ngữ của Sư được các môn đệ biên tập và lưu lại đến ngày nay và trong số đó có rất nhiều bài thuyết pháp dành cho giới Cư sĩ. Sư cho rằng, cư sĩ cũng có thể tu tập thiền với những kết quả khả quan và nếu họ tu tập với tất cả tấm lòng thì có thể vượt qua cả những vị tăng ni vì trong thời của Sư, rất nhiều vị xuất gia tu hành chỉ chú trọng đến việc học suông. Sư được xem là một tấm gương sáng, là một vị Thiền sư sống với quần chúng, sống vì quần chúng ngoài tăng đoàn. Ví dụ như Sư chẳng ngần ngại gì khi thuyết pháp cho một nữ Cư sĩ, vốn theo đuổi thực hành những nghi lễ rườm rà, ôm ấp nhiều khái niệm về thiên đường, địa ngục, cõi Phât... Chẳng đi quanh co, Sư giảng ngay về Tâm và Phật tính cho vị nữ cư sĩ này:
Tâm này chính là Phật. Tâm này từ vô thủy vô minh đến giờ chưa từng vướng mắc Phiền não. Nếu phiền não chẳng có thì cũng chẳng có pháp nào được chứng đắc khi đạt đạo. Và nếu như Giác ngộ cũng như phiền não không thật có thì tâm này chẳng bao giờ liên quan gì đến sinh tử Luân hồi... Chẳng có Vô minh để vượt qua, chẳng có vọng niệm nào phải đoạn diệt. Vì không có thiện ác nên thiên đường địa ngục cũng không tìm đâu ra. Vì phải cũng như trái đều không có nên cũng chẳng có Tịnh độ cũng như không có trần cảnh.
Sư tịch năm 1389.